# Stiepan Mamułow
Stiepan Sołomonowicz Mamułow (Mamulan) (ros. Степан Соломонович Мамулов (Мамулян), ur. 1902 w Tbilisi, zm. 26 września 1976) – funkcjonariusz NKWD, generał porucznik, zastępca ministra spraw wewnętrznych ZSRR (1946-1953).

## Życiorys
Z pochodzenia Ormianin. Do 1920 ukończył 5 klas szkoły średniej, 1922 pracował w milicji w Tyflisie, od sierpnia 1921 w RKP(b), od lutego do maja 1922 służył w Armii Czerwonej jako szeregowiec i sekretarz organizacji partyjnej pułku strzeleckiego. Od maja 1922 do października 1923 szef oddziału organizacyjnego Wydziału Politycznego 1 Gruzińskiej Dywizji Strzeleckiej. 1923-1927 pracował jako funkcjonariusz partyjny w Abchazji - instruktor Obwodowego Komitetu Komunistycznej Partii (bolszewików) Gruzji, członek kolegium redakcyjnego i zastępca redaktora odpowiedzialnego gazety "Trudowaja Abchazija", odpowiedzialny sekretarz powiatowego i miejskiego komitetu KP(b)G w Suchumi, kierownik wydziału propagandy i agitacji Abchaskiego Obwodowego Komitetu KP(b)G. IV 1927 - VIII 1928 instruktor KC KP(b)G, 30 sierpnia do 23 października 1928 kierownik informacyjnego pododdziału KC KP(b)G, od 23 października 1928 do września 1929 informator KC KP(b)G, od września 1929 do kwietnia 1930 pomocnik sekretarza odpowiedzialnego KC KP(b)G, od kwietnia 1930 do stycznia 1931 kierownik sektora budownictwa partyjnego Wydziału Organizacyjnego KC KP(b)G, 1930-1931 zastępca kierownika Wydziału Organizacyjnego KC KP(b)G. Następnie przeniesiony do Kazachstanu, od maja 1931 do kwietnia 1932 pomocnik I sekretarza Krajowego Komitetu WKP(b) Kazachstanu, od kwietnia 1932 do lutego 1933 zastępca redaktora odpowiedzialnego gazety "Kazachstanskaja prawda". 1933-1934 w Dniepropietrowsku był zastępcą sekretarza komitetu partyjnego i kierownikiem wydziału agitacji masowej komitetu partyjnego w fabryce metalurgicznej. Później ponownie w Gruzji, od marca 1934 do kwietnia 1936 zastępca kierownika Wydziału Handlu Zakaukaskiego Krajowego Komitetu WKP(b), od 3 maja 7 października 1936 zastępca kierownika Wydziału Zarządzania Organami Partyjnymi KC KP(b)G, od 7 października 1936 do 21 października 1937 kierownik tego wydziału. Od października 1937 do lutego 1938 III sekretarz miejskiego komitetu partyjnego w Tbilisi, następnie 1938 kierownik Wydziału Rolnego KC KP(b)G. 3 stycznia 1939 skierowany do pracy w organach NKWD i mianowany starszym majorem bezpieczeństwa państwowego. W 1939 I zastępca szefa sekretariatu NKWD ZSRR, od 16 sierpnia 1939 do 26 kwietnia 1946 szef sekretariatu NKWD/MWD ZSRR. Od 14 lutego 1943 komisarz bezpieczeństwa państwowego 3 rangi, od 9 lipca 1945 generał porucznik. 24 KWIETNIA 1946 - 12 MARCA 1953 zastępca ministra spraw wewnętrznych ZSRR. 12 marca do 10 kwietnia 1953 kierownik Sekretariatu MWD ZSRR, potem kierownik Wydziału Kadr Partyjnych, Komsomolskich i Związkowych KC Komunistycznej Partii Gruzji. 30 lipca 1953 aresztowany, 28 września 1954 skazany na 15 lat więzienia. 28 czerwca 1968 zwolniony bez rehabilitacji.
Deputowany do Rady Najwyższej ZSRR od 1 do 3 kadencji.

## Odznaczenia
- Order Lenina (dwukrotnie - 8 lutego 1949 i 19 września 1952)
- Order Czerwonego Sztandaru (dwukrotnie - 26 kwietnia 1940 i 27 września 1943)
- Order Wojny Ojczyźnianej I klasy (24 lutego 1945)
- Order Czerwonej Gwiazdy (dwukrotnie - 8 marca 1944 i 1951)
- Odznaka "Zasłużony Pracownik NKWD" (19 grudnia 1942)

I 6 medali.